# Parantheopsis vanhoeffeni
Parantheopsis vanhoeffeni är en havsanemonart som först beskrevs av Ferdinand Albin Pax 1922.  Parantheopsis vanhoeffeni ingår i släktet Parantheopsis och familjen Actiniidae. Inga underarter finns listade i Catalogue of Life.